# Carlo Biscaretti di Ruffia (Industriedesigner)

Das Lancia-Logo mit der Lanze und dem Vierspeichen-Volant

Carlo Biscaretti di Ruffia (* 24. August 1879 in Turin; † 7. September 1959 in Ripafratta, San Giuliano Terme) war ein italienischer Industriedesigner und Grafiker. Bekannt wurde er als Automobilpionier und Designer des historischen Lancia-Logos.

## Leben
Carlo Biscaretti di Ruffia war Conte und Sohn des Senatore Roberto Biscaretti di Ruffia, der am 29. Juli 1899 die Fabbrica italiana d'automobili Società anonima mitbegründete. 1895 initiierte Carlo Biscaretti di Ruffia das erste Automobilrennen Italiens Torino–Asti–Torino und gründete zwei Jahre später den Automobile club di Torino, der auch als Ausgabestelle von Führerscheinen fungierte. 1904 schloss er sein Jurastudium ab, arbeitete jedoch erst für einen Karosseriebauer und gründete später das Entwicklungsbüro Studio Tecnico Carlo Biscaretti, dort entwarf er auch Fahrzeuge für Itala und schrieb auch Beiträge in Fachzeitschriften. Ab 1932 legte er eine eigene Sammlung historischer Fahrzeuge an, die heute den Grundstock des staatlichen Italienischen Automobilmuseums Museo Nazionale dell’Automobile bildet. Das Logo von Lancia geht auf eine Begegnung mit dem zwei Jahre jüngeren Vincenzo Lancia zurück, der zur Hilfe gekommen war, als Carlo Biscaretti di Ruffia mit seinem Benz liegengeblieben war.